# Вторая битва у реки Нактонган
Вторая битва у реки Нактонган произошла между силами ООН и Корейской народной армии (КНА) в начале Корейской войны и проходила с 1 по 15 сентября 1950 вдоль реки Нактонган (Южная Корея). Битва стала частью сражения за Пусанский периметр и была одной из серии масштабных сражений, которые проходили одновременно. Битва закончилась победой сил ООН, после того как многочисленные силы США и южнокорейской армии (ROK) отразили мощную атаку северокорейцев.
После первой битвы у реки Нактонган 2-я пехотная дивизия армии США выдвинулась для защиты линии реки Нактонган. Необстрелянная дивизия попала под сильную атаку нескольких дивизий КНА перешедших реку и обрушившихся на линию дивизии по всей протяжённости. Наступающие северокорейцы рассекли 2-ю пехотную дивизию надвое и смогли просочиться к городу Йонсан, что привело к сражению за город.
Срочность угрозы нависшей над Пусанским периметром побудила генерала Уокера выдвинуть 1-ю временную бригаду корпуса морской пехоты, чтобы усилить войска армии США. В ходе двух недель тяжёлых боёв американским силам удалось выбить северокорейцев из области изгиба реки Нактонган. В дальнейшем северокорейцам пришлось отступить после высадки сил ООН в Инчхоне, которая привела к фактическому уничтожению северокорейской армии.

## Предыстория

### Пусанский периметр
После начала Корейской войны и вторжения северокорейцев на территорию Южной Кореи КНА обладала преимуществом в численности и вооружении над армией Южной Кореи (ROK) и силами ООН, отправленных в Южную Корею, чтобы предотвратить её коллапс. Северокорейская стратегия заключалась в агрессивном преследовании сил ООН и ROK по всем направлениям, ведущим на юг, и в вовлечении их в бои, атаке с фронта и попытках обхода с обоих флангов (манёвром «клещи»), что позволяло им окружать и отсекать противника. Ввиду этого силам ООН приходилось отступать в беспорядке часто бросая при этом большую часть снаряжения. Начиная с первоначального наступления 25 июня, в ходе июля и начала августа северокорейцы с успехом применяли свою стратегию, разбивая все силы ООН и отбрасывая их на юг. Однако после того как силы ООН под началом командования восьмой армии США создали в августе Пусанский периметр, силы ООН стали удерживать непрерывную оборонительную линию вдоль полуострова, которую северокорейцы уже не могли обойти. Их численное преимущество сокращалось ежедневно, поскольку превосходящая система тылового обеспечения ООН доставляла войска и снаряжения силам ООН.
5 августа силы КНА приблизились к Пусанскому периметру. Северокорейцы предприняли схожую стратегию: фронтальное наступление с четырёх главных подходов к периметру. В течение августа 6-я и позднее 7-я северокорейские дивизии сражались с 25-й американской пехотной дивизией в битве при Масане. Первоначально северокорейцам удалось отразить контрнаступление сил ООН, затем они атаковали Комам-ни и высоту Бэтл-Маунтин. Хорошо оснащённым силам ООН, обладавшим большими резервами, удалось отражать периодические атаки северокорейцев. К северу от Масана 4-я северокорейская дивизия вступила в сражение с 24-й американской пехотной дивизией (см. первая битва за реку Нактонган). В ходе этой битвы северокорейцам не удалось удержать свой плацдарм на другом берегу реки, поскольку в бой вступали всё новые многочисленные американские резервы. 19 августа 4-я северокорейская дивизия потерявшая половину своего состава была отброшена за реку. В районе Тэгу три дивизии ООН в ходе т. н. битвы за Тэгу отбили несколько атак пяти северокорейских дивизий, наступавших на город. Особенно тяжкие бои разгорелись в долине Боулинга, где при наступлении была почти полностью уничтожена 13-я северокорейская дивизия. На восточном побережье близ Пхохана силам ROK в сражении за Пхохан удалось отразить атаки трёх северокорейских дивизий. По всему фронту северокорейцы терпели поражения, от которых так и не оправились, впервые их стратегия не сработала
.

### Сентябрьское наступление
При планировании нового наступления северокорейское командование решило, что любые попытки обойти силы ООН с флангов невозможны ввиду поддержки американского флота. Вместо этого они остановились на наступлении с фронта с целью прорвать и обвалить периметр, считая это своей единственной надеждой достичь успеха в сражении. Благодаря советским разведданным, северокорейцы были осведомлены, что ООН накапливает силы у Пусанского периметра и вскоре пойдет в наступление, если КНА не добьётся победы. Вторичной целью было окружить Тэгу и уничтожить части ООН и ROK, находящиеся в городе. В качестве части этой боевой задачи северокорейские части должны были сначала перерезать линии снабжения противника ведущие к Тэгу.
20 августа северокорейское командование выпустило оперативные приказы для подчинённых ему частей. Командование решило атаковать силы ООН одновременно с пяти направлений. Эти наступления должны были ошеломить защитников периметра, позволить северокорейцам прорвать линии, по крайней мере, в одной точке и принудить войска ООН к отступлению. Были организованы пять боевых групп. В центре 2-я, 4-я, 9-я и 10-я северокорейские дивизии должны были прорвать порядки второй американской пехотной дивизии у выступа реки Нактонган двигаясь на Мирян и Йонсан.

## Битва
В ходе северокорейского наступления 1 сентября 35-й пехотный полк 25-й американской пехотной дивизии вёл тяжёлые бои у реки Нам к северу от Масана. На правом фланге 35-го пехотного полка прямо на север от места слияния рек Нам и Нактонган находился 9-й пехотный полк второй американской пехотной дивизии. На крайнем южном секторе зоны 2-й американской пехотной дивизии 9-й пехотный полк оборонял сектор длиной более 18 км, включая область выступа реки Нактонган где ранее в августе произошла первая битва у реки Нактонган. Каждая американская пехотная рота на речной линии удерживала фронт от 910 м до 1.200 м и поэтому роты обороняли только ключевые высоты и наблюдательные пункты, все части были чрезмерно рассеяны вдоль широкого фронта.
В последнюю неделю августа американские войска, занимавшие высоты могли наблюдать слабую активность северокорейцев на западном берегу реки. Они предполагали, что северокорейцы возводят насыпь на своём берегу против возможной американской атаки. На передовых позициях 9-го пехотного полка время от времени происходили боестолкновения, но это походило скорее на обычные стычки патрулей. 31 августа силы ООН получили оповещение о неминуемой атаке со стороны северокорейцев после того, как большая часть корейских гражданских рабочих бежали с линии фронта. Офицеры разведки докладывали, что скоро грядёт наступление.
На западном берегу реки Нактонган командующий 9-й дивизией КНА генерал-майор Пак Кю Сам утвердил план военной операции дивизии на 28 августа. План наступления заключался в обходе с фланга и уничтожения американских войск на выступе реки Нактонган путём захвата Миряна и области Самнангжин. Тем самым отрезались пути снабжения и отступления 2-й американской дивизии между Тэгу и Пусаном. Тем не менее, северокорейцы не знали, что недавно на позициях вдоль реки Нактонган 24-ю американскую пехотную дивизию сменила 2-я американская пехотная дивизия. Поэтому, северокорейцы ожидали более слабого сопротивления, так как 24-я дивизия была измотана за месяцы боёв, а свежая новоприбывшая в Корею 2-я дивизия только недавно выдвинулась к линии фронта. Под покровом темноты северокорейцы в нескольких пунктах начали переправляться через реку Нактонган.

### Битва у Агока
На крайнем южном фланге речной линии 9-го пехотного полка над местом слияния рек Нам и Нактонган рота А 1-го батальона окопалась на длинной линии хребта идущего параллельно реке Нактонган. Хребет завершается высотой 94 близ парома Кихан. Дорога вдоль реки Нактонган идёт из Намджи-ри на запад, проходя через южный край хребта и пересекает западную сторону реки у парома. У подошвы высоты 94 в 270 м от реки лежит небольшая деревня под названием Агок. Блокпост у парома близ Агока удерживал дозор состоящий из танков, бронемашин и двух отделений пехоты из роты А 9-го пехотного полка. Вечером 31 августа рота А выдвинулась с позиций на хребте господствовавших над Агоком и рекой на новые позиции вдоль реки ниже линии хребта.
Этим вечером сержант Эрнест Р. Коума возглавлявший дозор из двух танков М26 Першинг и двух самоходок М19 в агоке. Коума разместил свою группу на западной околице Агока близ переправы Кихан. В 20.00 выпал плотный туман скрывший реку. В 22.00 на американскую сторону реки начали падать мины. В 22.15 обстрел усилился, артподготовка северокорейцев накрыла позиции роты А. Американские миномёты и артиллерия начали вести контрбатарейный огонь. Некоторые бойцы роты А докладывали, что слышали сильный шум с противоположной стороны реки и всплески воды.
К 22.30 туман начал рассеиваться и Коума увидел, что северокорейцы возвели понтонный мост через реку прямо перед его позицией. Четыре бронемашины Коумы атаковали мост и после минуты плотного обстрела разрушили мост и утопили понтонные суда, державшие мост. В 23.00 вспыхнула небольшая перестрелка около левого края позиций роты А к северу от позиции танков. Перестрелка длилась всего лишь 2-3 минуты, в это время отделения роты А на блокпосте близ танков получили по телефону информацию, что рота отступает на первоначальные позиции на хребте и им следует также подниматься на хребет.
Патруль Коумы попал в засаду группы северокорейцев, переодетых в американскую военную форму. Коума был ранен, три бронемашины отступили, но Коума остался и со своим единственным танком до 7.30 удерживал позицию у Агока. Северокорейцы атаковали роту А и накрыли 1-й взвод, но не нашли 2-й взвод расположенный севернее.
Пехота 9-й северокорейской дивизии перешла реку Нактонган и в полночь атаковала позиции роты С (севернее роты А) на правом берегу, Северокорейцы обладали превосходящей численностью. Во время штурма они передавали сигналы зелёными ракетами и свистками. Рота держалась недолго, американцы оставили позиции и попытались спастись бегством. Большинство солдат отправилось на юг, несколько человек ночью добрались до позиции роты А на хребте. Большая часть роты С прошла весь путь до позиций 25-й дивизии к югу от реки Нактонган. 1 сентября командование дивизии доложило, что к ним вышло 110 человек из роты С.

### Переправа северокорейцев
В это время рота В 9-го пехотного полка удерживала позицию на высоте 209 в 8 км севернее Агока, с высоты можно было обозревать паром Пэкчин. Паром находился на середине выступа реки, где реку пересекает дорога на Йонсан. Командование 2-й американской пехотной дивизии запланировало разведывательную миссию, разведчики должны были переправиться через паром ночью 31 августа. Но этой ночью к реке направился 1-й северокорейский корпус.
Ближе к рассвету две разведгруппы 9-го пехотного полка перешли на западный берег реки, откуда наблюдали перемещения танков и войск КНА в 3,2 км к западу от реки. Позднее была получена информация, что там находится командный пункт 9-й северокорейской дивизии. 25 августа командир 9-го полка полковник Джон Дж. Хилл наметил контуры «операции Манчу»: боевая группа численностью в роту должна была пересечь реку и разгромить предполагаемый командный пункт и центр связи северокорейцев, захватить пленных и собрать разведывательную информацию.
Командование 9-го полка планировало организовать боевую группу «Манчу», выполняя приказ командира 2-й пехотной дивизии Лоуренса Б. Кейзера, который в свою очередь получил директивы от командующего восьмой армией генерала Уолтона Уокера об агрессивной тактике патрулирования. Кейзер пришёл к решению, что группе необходимо пересечь реку у парома Пэкчин. Для атаки была выделена рота Е из резерва 9-го пехотного полка, усиленная отрядом с лёгкими пулемётами из роты Н. Переправу разведчиков на лодках должен был осуществить 1-й взвод 2-го боевого сапёрного батальона. Роты D и H предоставили тяжёлое вооружение: тяжёлые пулемёты, 81-мм миномёты и 75-мм безоткатные орудия для огневого прикрытия. Для поддержки был также выделен взвод 4,2-дюймовых миномётов.
После наступления темноты 31 августа первый лейтенант Чарльз И. Калдвелл из роты D и первый лейтенант Эдвард Шмидт из роты Н развернули своих людей у подошвы высоты 209, которая находилась в оборонительном секторе роты В и господствовала над паромом Пэкчин через реку Нактонган. Отряд рейдеров роты Е всё ещё находился на позиции для резерва полка в 3,2 км к западу от Йонсана, ожидая выдвижения сапёрного батальона к переправе. Полковник Хилл вечером продвинулся вперёд к подошве высоты 209 вместе со взводом 4,2-дюймовых миномётов, миномётчики стали устанавливать орудия на этой позиции.
К 21.00 ближе всех к линии фронта находилась рота В на вершине высоты 209 в 1,6 км к северу от речной дороги, которая огибала южное основание горы. Полковой капеллан капитан Льюис Б. Шин в полдень поднялся к роте В, чтобы провести службу. После наступления темноты капеллан и солдаты, находившиеся на вершине, услышали внизу всплески воды и вскоре обнаружили длинную линию северокорейских солдат, пересекающих реку.
Передовые подразделения северокорейцев, пересёкших реку у парома Пэкчин, застали врасплох взвод тяжёлых миномётов, в то время как миномётчики устанавливали свои орудия. Также северокорейцы захватили большинство бойцов рот D и H у подошвы высоты 209 в 800 м от переправы. Северокорейцы перебили или захватили в плен большинство американцев, оказавшихся там. Полковник Хилл находился там же, но перед полуночью ему и нескольким бойцам удалось спастись бегством в тыл. В это время командование дивизии ввиду вражеского наступления отменило операцию «Манчу». Отряд, переносящий тяжёлое вооружение, был на пути к вершине горы, когда северокорейцы накрыли людей внизу. Носильщики поспешили на вершину, где их ожидала передовая группа, все американцы спешно окопались. В ходе ночи группа не подвергалась атакам.
С 21.30 и до полуночи силы 9-й северокорейской дивизии переправлялись через реку Нактонган в нескольких местах и без шума поднимались на холмы перед позициями 9-го пехотного полка, направленными к реке. К началу артобстрела северокорейцы находились на штурмовых позициях. Наступление началось в северной части полкового сектора и быстро распространилось на юг. У каждой переправы северокорейцы разбивали обороняющиеся силы ООН перед постройкой понтонных мостов для машин и бронетехники.
В 02.00 рота В подверглась атаке. У подошвы горы остановился грузовик, прозвучал свисток, и на склон начали карабкаться северокорейские солдаты. Холмы по обе стороны роты В также попали под атаку, как и высота 311 в 2,4 км от реки. Высота 311 была главной целью северокорейцев. Северокорейцы не были уверены, что боевая группа «Манчу» не спустится с горы и не атакует в течение ночи. Выше на горе 209 северокорейцы сбили роту В с её позиций, нанеся ей тяжёлые потери. Шин возглавил одну из групп солдат, отправившихся к своим 4 сентября.
1 сентября в 03.00 командование 9-го пехотного полка отдало приказ выдвинуть свой единственный резерв роту Е на запад вдоль дороги у реки Нактонган и занять блокирующую позицию на перевале между холмом Клеверного листа и хребтом Обон-ни в 4,8 км от реки и в 9,7 км от Йонсана. Это место было критически важным, во время первой битвы у реки Нактонган там развернулись тяжелейшие бои. Сражение за перевал началось в 02.30, когда средний танк роты А 72-го танкового батальона подбил танк Т-34 у Тугока (также называемого Морисил). Рота Е так и не успела добраться до предназначенной позиции. Северокорейцы, засевшие по обе стороны дороги к востоку от перевала, внезапно обрушили шквал огня из автоматического оружия по роте, подошедшей в 03.30. Рота понесла тяжёлые потери, включая командира роты и адъютанта Кейзера, сопровождавшего отряд. Захватив перевал холма Клеверного листа и хребет Обон-ни, бывший лучшим оборонительным рубежом между Йонсаном и рекой, северокорейцы взяли под контроль высоту. Теперь 2-я американская пехотная дивизия могла при обороне опираться только на сравнительно слабо слабозащищённую местность: низкие холмы у западной окраины города.

### Наступление на 23-й американский пехотный полк
К северу от сектора 9-го пехотного полка 2-й пехотной дивизии на фронте вдоль реки Нактонган 23 августа 23-й пехотный полк только что сменил 3-й батальон 38-го американского пехотного полка (а он в свою очередь за несколько дней до этого сменил 21-й пехотный полк 24-й американской пехотной дивизии). 1 августа 23-й полк оказался в новом секторе о котором у состава полка были скудные сведения. Сектор простирался на 15 км по фронту реки Нактонган. 3-й батальон полка был отправлен к 1-й американской кавалерийской дивизии на севере. Командир полка полковник Пол Л. Фриман развернул 1-й батальон на высотах вдоль реки, построив три его роты в ряд. 1-й батальон под командой подполковника Клэра Е. Хатчина-младшего выставил на холмах сторожевые охранения численностью в отделения и взводы. 2-й батальон он разместил на резервной позиции в 13 км позади первого батальона. Находясь на этой позиции, 2-й батальон контролировал дорожную сеть полкового сектора. 31 августа 2-й батальон выдвинул роту Е на юг на резервную позицию сектора 9-го полка.
Через полковой сектор проходили две дороги от реки Нактонган к Чханнёну. Главная дорога поворачивает на юг вдоль восточного берега реки к Пугон-ни, а затем поворачивает на северо-восток к Чханнёну. Северная второстепенная дорога, огибая заболоченные места и озёра (самым большим из которых является У-по) идёт к Чханнёну. Фактически 1-й батальон 23-го пехотного полка охранял два главных подхода к Чханнёну.
42 бойца 2-го взвода роты В 23-го пехотного полка удерживали позиции на форпостах на семи холмах прикрывая 2,4 км линии фронта вдоль восточного берега реки Нактонган к северу от Пугон-ни. В полдень 31 августа они заметили две большие группы северокорейских солдат на рисовых полях на другой стороне реки. Время от времени они рассеивались из-за артиллерийского огня. Перед падением темноты солдаты взвода увидели колонну северокорейских солдат спускающихся с холмов и выходящих к реке. Солдаты немедля доложили об этом на командный пост батальона. Передовой артиллерийский наблюдатель, насчитавший в колонне 2 тыс. человек подумал, что это беженцы. Фриман тотчас приказал артиллерии начать обстрел колонны, что сократило её численность. Тем не менее, северокорейцы продолжили своё наступление.
В 21.00 началась двухчасовая артиллерийская и миномётная подготовка северокорейцев по позициям 2-й взвода у реки. Под прикрытием перемещающегося артобстрела северокорейская пехота переправилась через реку и в темноте взобралась на холмы. В 23.00 обстрел прекратился и северокорейцы обрушились на 2-й взвод и после короткой схватки сбросили его с холма. По всей линии форпостов батальона происходили подобные стычки.
1 сентября в 03.00 на левом фланге полка на позициях вдоль главной дороги Пугон-ни — Чханнён северокорейские солдаты наголову разбили роту С. В роте С осталось только 7 человек. Спустя три дня после того как все отставшие и оказавшиеся отрезанными на территории противника вышли к своим рота насчитывала только 20 человек. Поскольку северокорейцы атаковали ночью, 1-й батальону удалось вывести большую часть своих сил, кроме роты С, севернее озера У-по и по холмам прикрывающим северную дорогу к Чханнёну в 4, 8 км к востоку от реки и в 8 км к западу от города. В ходе боёв рота В понесла тяжёлые потери.
Как только в штабе полка узнали о катастрофе постигшей 1-й батальон, Фриман выделил роты G и F из резерва 2-й дивизии и отправил их на помощь 1-му батальону и силам на южной дороги ведущей к Пугон-ни и роте С. Майор Ллойд К. Дженсон, помощник командира 2-го батальона, пошёл с ротой F вниз по дороге на Пугон-ни. Этим силам не удалось достичь роты С, но Дженсон собрал отставших из роты С, занял и укрепился на высоте у главного подхода к Чханнёну близ Пончо-ри над озером Санорхо. Командование 2-й дивизии выделило роту Е для полка и на следующий день рота Е подошла к роте F и тоже укрепилась на её позиции, которая превратилась в главную оборонительную позицию 23-го полка перед Чханнёном. Ночью северокорейцы обошли правый фланг блокирующей позиции 1-го батальона и вышли на дорогу в 3 милях за батальоном, оказавшись вблизи позиций артиллерии дивизии. В итоге штабная и служебная рота 23-го пехотного полка и другие вспомогательные части остановили просачивание северокорейцев близ полкового командного пункта в 8 км к северо-западу от Чханнёна.

### 2-я американская пехотная дивизия разрезана
До наступления утра 1 сентября штабу 2-й американской дивизии на основе поступающих рапортов стало ясно, что северокорейцы просочились на дорогу Чханнён-Йонгсан идущую с севера на юг и рассекли дивизию надвое. На севере оказались 23-й и 38-й пехотные полки вместе с большей частью дивизионной артиллерии, на юге остался штаб дивизии и 9-й пехотный полк. Генерал Кейзер пришёл к решению, что нужно командовать разделёнными силами дивизии как двумя специальными группами. Поэтому он назначил командира дивизионной артиллерии бригадного генерала Лояла М. Хейнса (Loyal M. Haynes) командующим северной группой. Командный пункт Хейнса оказался в 11 км к северу от Чханнёна. Боевая группа «Хейнс» приступила к действию 1 сентября в 10.20. На юге в районе Йонгсана Кейзер приказал помощнику командира дивизии бригадному генералу Джозефу С. Бредли возглавить группу из 9-го пехотного полка, 2-го боевого инженерного батальона, большей части 72-го танкового батальона и других вспомогательных частей дивизии. Южная группировка получила название боевой группы Бредли.
Все три полка 2-й северокорейской дивизии — 4-й, 17-й и 6-й (соответственно по линии север-юг) — ночью перешли на восточный берег реки Нактонган, оказавшись в зоне контроля 23-го полка. 2-я северокорейская дивизия, сконцентрировавшаяся в области Синбан-ри к западу от реки, в действительности атаковала прямо на восток, перешла через реку и попыталась установить контроль над двумя подходами к Чханнёну выше и ниже озера У-по. 31 августа 1950 озеро широко разлилось, хотя во многих местах было очень мелко.
На рассвете 1 сентября Кейзер, находившийся в штабе вверенной ему 2-й пехотной дивизии в Муан-ни в 11 км к востоку от Йонсана на дороге к Миряну, оставил дивизию в самый разгар наступившего кризиса. Северокорейцам, предпринявшим массированную атаку, удалось глубоко вторгнуться в сектор дивизии за исключением зоны 38-го пехотного полка на севере. Командованию 9-й северокорейской дивизии удалось переправить главные силы через Нактонган в двух основных пунктах против позиций 9-го американского пехотного полка. В то же время 2-я северокорейская дивизия перешла реку в трёх местах против 23-го американского пехотного полка. 10-я северокорейская дивизия начала переправу в районе высоты 409 близ Хёнпана в секторе 38-го американского пехотного полка. В 08.10 Кейзер связался по телефону с командованием восьмой армии и доложил, что противнику дальше всего удалось продвинуться в секторе 9-го пехотного полка.
Самолёты снабжения каждый час поднимались с взлётной полосы дивизии для наблюдения за прогрессом северокорейцев и определения местонахождения фронтовых частей 2-й американской пехотной дивизии. Командование дивизии и полковые штабы утратили связь почти со всеми передовыми частями. С 9.30 и до конца дня лёгкие самолёты приданные дивизионной артиллерии отмечали положение отрезанных северокорейцами передовых частей и сделали 14 сбросов боеприпасов, пищи, воды и медкомплектов. До командования дивизии медленно дошло понимание факта, что северокорейцы пробили дыру шириной в 9,7 км и 13 км глубиной в середине порядков дивизии, в других местах им удались менее значительные проникновения. Передовые батальоны 9-го и 23-го американских полков находились в различных степенях расстройства, отдельные роты фактически исчезли. Кейзер рассчитывал, что сможет организовать оборонительную линию вдоль дороги Чханнён — Йонгсан к востоку от реки Нактонган и не дать северокорейцам захватить подходы на восток, ведущие к Миряну и Чхондо.

### Подкрепления
В 09.00 Уокер приказал ВВС США нанести удар максимальной мощи вдоль реки Нактонган от Токсон-донг близ границы 2-й американской пехотной дивизии и в глубину на 24 км к западу от реки. Он хотел, чтобы ВВС отсекли поле боя и воспрепятствовали дальнейшей переброске северокорейских подкреплений через реку и снабжению передовых частей. Дальневосточное командование обратилось к командованию американского флота с просьбой присоединиться к авиаударам. Седьмой флот США отозвал свои самолёты с авиаударов по области Инчхон — Сеул и на полной скорости пошёл на юг направляясь к южному фронту. В 12.00 на фронт 2-й американской дивизии прибыл Уокер и приказал дивизии держаться любой ценой. До этого он уже затребовал подкрепления из области Йонсан.
В течение утра 1 сентября Уокер осмысливал новости приходящие с южного фронта, решая какой сектор Пусанского периметра больше нуждается в резервах. Начиная с полуночи, 1-й северокорейский корпус прорвал Пусанский периметр в двух местах. 2-я и 9-я северокорейские дивизии прорвались в секторе 2-й американской дивизии, а 6-я и 7-я северокорейские дивизии прорвались в секторе 25-й американской дивизии ниже слияния рек Нам и Нактонган. В секторе 2-й американской дивизии северокорейские войска вышли на гребень Йонгсана — воротам к 19-км коридору, ведущему на восток к Миряну и главной железной дороге Пусан — Мукден и к шоссе.
В резерве восьмой армии находились три неукомплектованных пехотных полка и два батальона 27-й британской пехотной бригады, которая также была не полностью экипирована и готова занять место на линии. Первая временная бригада морской пехоты в Чханвоне в 9, 7 к северо-востоку от Масана готовилась выдвинуться в порт Пусан. 27-й американский пехотный полк 25-й дивизии прибывший в Масан предыдущей ночью в 20.30 для замены боевой команды 5-го полка, которая должна была в свою очередь присоединиться к 24-й дивизии в районе Тэгу и 19-й американский пехотный полк 24-й американской пехотной дивизии затем вместе со штабом этой дивизии в Кёнсане к юго-востоку от Тэгу. Уокер предупредил штаб 24-й дивизии, штаб 19-го полка этой дивизии и 1-й временной бригады морской пехоты чтобы те были готовы выдвигаться по приказу. 24-я дивизия должна была идти ко фронту 2-й или 25-й дивизии, а точка назначения морских пехотинцев была не объявлена.
Ближе к полудню генерал Уокер пришёл к выводу, что наиболее критическая ситуация образовалась в области выступа дуги реки Нактоган в секторе второй дивизии. Оттуда северокорейцы угрожали Миряну, что ставило под удар позиции всей восьмой армии. В 11.00 Уокер приказал командиру 1-й временной бригады морской пехоты бригадному генералу Эдварду А. Крейгу подготовить морских пехотинцев к немедленному выдвижению. Они были готовы двинуться к дуге реки Нактонган в 13.30.

### Наступление северокорейцев
В течение 1 сентября ситуация на фронте продолжала оставаться хаотичной. В одном из мест северокорейцы пересекли реку у парома Киан, захватили Агок и рассеяли роту С 9-го пехотного полка, занимавшую позиции к северу от Агока. Рота А отступила со своих позиций на линии хребта назад к реке. Оттуда солдаты могли видеть на рассвете как северокорейские солдаты поднимаются на отдельные гребни окружая их и как большинство северокорейцев движется на восток. После нескольких часов 2-й взвод роты А послал патруль вниз с горы к Агоку чтобы собрать припасы брошенные там ночью, столь необходимые вода, пища и боеприпасы.
Дальше в течение утра северокорейские баржи пересекли реку Нактонган ниже позиций роты А. Командир роты послал взвод с лёгким пулемётом к южной вершине хребта господствующей над Агоком чтобы обстрелять оттуда противника. Когда взвод достиг вершины солдаты увидели, что северокорейцы захватили дома у подошва горы. Артиллерия роты накрыла эти дома. Северокорейцы выскочили из домов и бросились бежать к реке. Лёгкий пулемёт, установленный на вершине хребта, накрыл бегущих огнём, северокорейцы оказались также под огнём другого пулемёта, находившегося на другом берегу реки в секторе 25-й американской пехотной дивизии. Падавшие на северокорейцев артиллерийские снаряды с радиовзрывателями буквально оставили в строю только одного из десяти. От этого комбинированного огня северокорейцы потеряли около 300 человек. В полдень американская авиация сбросила пищу и боеприпасы для роты, но была найдена только часть грузов. Командование 1-го батальона приказало роте А отойти этой ночью.
В ходе отступления рота А наткнулась на значительные силы противника и в последующем бою была рассеяна. Большая часть роты, включая её командира, погибла в бою на близкой дистанции. В этом отчаянном бою командир отделения рядовой первого класса Лютер Стори так доблестно сражался, что был впоследствии удостоен медали почёта. Тяжелораненный Стори отказался от переноски в тыл, не желая быть бременем для тех, кто ещё мог спастись. Последний раз его видели, когда он сражался с северокорейцами на близкой дистанции. Около десяти бойцов роты бежали к линии фронта. На следующее утро под прикрытием плотного тумана группа двинулась к Йонсану, определяя направление по компасу. В 12.00 туман рассеялся и группа, поднявшаяся к тому времени на гору, увидела внизу продолжавшуюся битву за Йонсан. В полдень 20 выживших из роты вышли к линиям 72-го танкового батальона близ Йонсана. В течение нескольких дней туда продолжали приходить отставшие.

### Судьба боевой группы Манчу
В это время боевая группа Манчу всё ещё удерживала свои позиции вдоль реки Нактонган в 8 км к северу от места разгрома роты А на южном краю линии. Периметр удерживали солдаты рот D и H 9-го пехотного полка, которые поднялись на гору до наступления северокорейцев. Они занимали южную возвышенность высоты 209 в 800 м к югу от роты В, которая удерживала позицию выше. Кроме солдат рот D и H в группе было несколько человек из взвода тяжёлых миномётов и один или два [человека] из роты В. Общая численность группы составляла 60-70 человек. Группа располагала радиопередатчиком SCR-300, одним тяжёлым и двумя лёгкими пулемётами, автоматической винтовкой Браунинг M1918, около двадцатью винтовками M1 Garand и 40 карабинами или пистолетами. Командование группой принял лейтенант Шмидт.
Ночью Шмидт установил радиосвязь с 1-м батальоном 9-го пехотного полка. С наступлением рассвета Шмидт и его группа обнаружили что окружены северокорейцами. Один отряд занимал более высокую возвышенность в полумиле над ними, которую ранее удерживала рота В. Под позицией группы северокорейцы продолжали переправляться через реку и транспортировать амуницию к своим передовым частям, некоторые из которых уже выдвинулись на несколько миль на восток. Северокорейцы быстро обнаружили боевую группу Манчу. Первая атака последовала в 14.00 того же дня и была отбита. Ночью северокорейцы численностью до роты трижды атаковали, подходя довольно близко, однако им так и не удалось прорвать периметр американцев. На рассвете следующего дня американцы увидели массу погибших северокорейцев на крутых склонах вне периметра.
В полдень 2 сентября Шмидт запросил по радио 1-й батальон о заброске с самолёта амуниции. Американский самолёт сбросил груз, но периметр был слишком небольшим, а склоны настолько крутыми, что фактически весь груз попал в руки северокорейцев. Другая выброска в 19.00 была более успешной, солдаты подобрали снаряжение и боеприпасы. Рядовой первого класса роты H Джозеф Р. Уэллетт вышел за периметр для сбора оружия, боеприпасов и гранат с тел убитых северокорейцев. Несколько раз Уэлет был атакован, в одном из таких случаев он убил в рукопашном бою внезапно напавшего на него северокорейца.
В полдень северокорейцы отправили к группе Шмидта американского военнопленного с посланием: «У вас есть час, чтобы сдаться или вас разнесут на кусочки». Потерпев неудачу в лобовом наступлении пехоты, северокорейские командиры планировали обстрелять возвышенность из миномётов. 45 минут спустя северокорейцы приступили к обстрелу возвышенности из противотанковых орудий и двух пулемётов расположенных севернее выше по склону высоты 209. Вскоре начали обстрел миномёты, размещённые на соседнем «пальце» восточнее периметра Шмидта, они продолжали стрелять до наступления темноты. Пулемётный огонь вынудил бойцов группы Шмидта укрываться в окопах. Прекращение миномётного обстрела стало сигналом для новых северокорейских пехотных атак, все они были отбиты. Тем не менее, число убитых и раненых американцев росло, припасы убывали. Медпакеты оказались только у одного бойцы.
На третий день 3 сентября ситуация обострилась. Началась жара. Боеприпасы, пища и припасы почти истощились. С полудня предыдущего дня северокорейское командование чередовало миномётные обстрелы с атаками пехоты периметра. Два северокорейских пулемёта всё ещё держали позицию под обстрелом, никто не мог даже высунуться. Почти в каждом окопе были убитые и умирающие американцы. Радио было разбито миномётными осколками, связи с другими частями больше не было. Артобстрела и авиаударов, запрошенных Шмидтом так и не последовало. Нескольким северокорейцам удалось подобраться к периметру, они забрасывали американцев гранатами. Рядовой Уэллетт шесть раз выскакивал из окопа, чтобы избежать взрывов гранат, попавших в окоп. В одном из ближних боёв он погиб. Почти все окопы были накрыты прямыми попаданиями из миномётов. Одной из мин 3 сентября был убит Шмидт. Командование принял старший из выживших офицеров первый лейтенант Реймонд Дж. Макдониел из роты D.
К рассвету 4 сентября в живых остались только двое офицеров и половина людей из тех, что ранее собрались на высоте. К концу дня на каждого бойца осталось по пачке патронов и несколько гранат, помощи не предвиделось. Макдониел решил ночью оставить позицию. С приходом темноты выжившие разбились на небольшие группы и попытались выйти к своим. Этим вечером после наступления темноты северокорейцы предприняли новую слабосильную атаку против позиции американцев. В 22.00 Макдониел, Кэлдвелл и 27 нижних чинов группами по четыре человека спустились по склонам. Парализованный мастер-сержант Тревис И. Уоткинс отказался от эвакуации, заявив, что не желает быть бременем для тех, у кого есть шанс спастись. Он попросил только, чтобы ему оставили заряженный карабин. Впоследствии его и рядового Уэллетта наградили медалями Почёта. Из 29 человек покинувших высоту ночью 4 сентября 22 вышли к своим, большинство из них пошли вдоль реки Нактонган вниз по течению. Они прятались днём и двигались ночью, выйдя в итоге к позициям 25-й американской пехотной дивизии.
Члены боевой группы Манчу, которым удалось бежать с высоты 209, доставили важную развединформацию о вражеской активности близ парома Пэкчин. Северокорейцы построили там подводный мост. Каждую ночь они устанавливали понтонный мост ниже по течению и убирали его перед рассветом. По ночам реку постоянно переходили группы по 50 носильщиков из гражданских, каждая группа охранялась четвёркой северокорейских солдат, всего на пароме было использовано 800—1000 носильщиков.

### Чханнён
К северу от позиций 9-го американского пехотного полка, места боёв на выступе реки Нактонган и в окрестностях Йонсана 23-й американский пехотный полк после рассвета оказался в очень опасном положении. Первый батальон полка был отброшен с позиций у реки и отрезан в 4,8 км к западу. Примерно 400 северокорейцев захватили полковой командный пункт, Фримен приказал перенести пункт на 550 м. В 8 км к северо-западу от Чханнёна штабная рота 23-го полка, вспомогательные полковые части и офицеры штаба полка вступили в трёхчасовой бой с северокорейцами.
В полдень 2 сентября северокорейцы атаковали сам город Чханнён. Южнокорейская полиция оставила город. Этим вечером северокорейцы вошли в Чханнён. Связь между штабами 2-й пехотной дивизии и 9-го пехотного полка оказалась разорванной. Чтобы восстановить связь генерал Хейнс послал танковый патруль вниз по дороге на Йонсан. Командование роты С 72-го танкового батальона отправило свои танки на юг. Они с боем пробились через несколько блокпостов. Из трёх танков отправившихся в путь к Йонсану прорвался только один. Там он вступил в бой в составе группы Бредли.
Далее на север в зоне 38-го американского пехотного полка северокорейцы также проявляли активность. После того как ночью 31 августа северокорейцам удался прорыв, генерал Кейзер приказал 2-му батальону 38-го пехотного полка выдвигаться на юг и помочь 23-му пехотному полку организовать оборонительную позицию к западу от Чханнёна. Выполняя приказ, батальон наткнулся на северокорейские войска, уже успевшие оседлать хребты вдоль дороги. Они просочились к высоте 284, откуда могли наблюдать за командным постом 38-го пехотного полка. Высоты 284 и 209 господствовали над тыловыми зонами полка. 3 сентября в 06.00 триста северокорейцев пошли в наступление на высоту 284, где находился командный пункт 28-го полка. Полковой командир организовал оборонительный периметр и запросил бомбардировку с воздуха, но ему было отказано, поскольку неприятель слишком близко подошёл к оборонительному периметру. Тем не менее, ВВС нанесли удары ракетами и обстреливали северокорейцев из пулемётов на бреющем полёте.
Битва продолжалась до 5 сентября. В этот день рота F захватила высоту 284, истребив 150 северокорейцев. С гребня хребта американцы видели северокорейцев, бегущих в деревню под хребтом. Деревню уничтожили прямым артиллерийским огнём. Среди брошенного северокорейцами снаряжения люди Шауэра нашли 25 американских лёгких пулемётов BAR и пистолетов-пулемётов, большое американское радио, тридцать нераспечатанных ящиков с американскими гранатами и несколько американских пайков.

### 1-й батальон 23-го пехотного полка изолирован
В это время, пока шли бои в тылу 1-го батальона 23-го пехотного полка, сам батальон продолжал оставаться отрезанным в 4,8 км на запад от ближайших своих частей. 1 сентября полк получил приказ отступить в область Чханнёна. В 14.00 вниз по дороге был отправлен танковый патруль, патрульные доложили, что насчитали около батальона северокорейских солдат, удерживающих горный проход к востоку от оборонительного периметра батальона. Получив этот доклад, командир батальона запросил по радио разрешения оставаться на своей позиции и попытаться сорвать переброску северокорейских грузов и подкреплений. Вечером комполка Фриман одобрил просьбу и 1-й батальон провёл три дня на изолированной позиции. В эти дни самолёты Дуглас C-47 «Скайтрэйн» снабжали батальон, сбрасывая грузы с воздуха.
На утро 1 сентября 3-й батальон 38-го пехотного полка пошёл в наступление на запад от командного пункта 23-го полка близ Мосан-ни чтобы деблокировать 1-й батальон. На второй день боёв в проходе силы подкрепления с помощью авиаударов, артиллерийского и танкового огня прорвались через блокпост. 2 сентября в 17.00 передовые части батальона соединились с 1-м батальоном. В этот вечер северокорейцы предприняли мощную атаку на 3-й батальон 38-го пехотного полка на высоте 209 к северу от дороги и напротив позиции 1-го батальона, выбив с позиции одну из рот.
4 сентября Хейнс перекроил линию раздела между 23-м и 38-м пехотными полками, придав северную часть сектора 23-го полка 38-му полку, благодаря чему высвободился 1-й батальон для движения на юг с целью помощи 2-му батальону, защищающему южные подходы к Чханнёну. 1-й батальон 23-го пехотного полка насчитывавший к началу наступления 1.100 человек сократился до 600 человек. Командование 23-го пехотного полка решило сконцентрировать все свои силы на позициях, которые в настоящее время удерживал 2-й батальон полка на дороге Пугон-ни — Чханнён. 1-й батальон выдвинулся туда и занял позицию на левом фланге 2-го батальона. В это время полковой командный пункт переместился в тыл этой позиции. На периметре полка 23-й полк вступил в серию тяжёлых боёв. Одновременно с этим командование полка отправило боевые патрули в тыл полка, чтобы зачистить местность от просочившихся из Чханнёна и собственного пути снабжения северокорейцев.

### Битва за Йонсан
Утром 1 сентября 1-й и 2-й полки 9-й северокорейской дивизии в своём первом наступлении в войну после успешной переправы через реку и просачивания за американские линии находились в нескольких милях от Йонсана. 3-й полк остался в Инчхоне, но тем не менее шансы дивизии под командой генерал-майора Пак Куо Сама захватить Йонсан были высокими.
На утро 1 сентября командование 9-го пехотного полка 2-й американской пехотной дивизии располагало только остатками рассеянной роты Е, войск для защиты Йонсана фактически не было. Оказавшись в такой чрезвычайной ситуации, генерал Кейзер придал полку 2-й сапёрный боевой батальон, на позиции близ Йонсана были также отправлены 72-й танковый батальон и рота разведки 2-й дивизии. Командир полка планировал разместить сапёров на цепи низких холмов окружавших дугой Йонсан с северо-запада.
Рота А 2-го сапёрного боевого батальона выдвинулась к южной стороне дороги Йонсан — река Нактонган. Рота D 2-го сапёрного батальон находилась на северной стороне дороги. Приблизительно в 3,2 км от Йонсана 300 северокорейцев вступили в перестрелку с ротой А. Бой продолжался несколько часов, поддержку сапёрам оказал танк ПВО М19 из 82-го батальона ААА. Тем временем с одобрения генерала Бредли рота D незамедлительно переместилась на высоту, откуда открывался обзор на Йонсан. Пехотный взвод занял позицию в тылу роты. Роте А было приказано отступить к западному краю Йонсана на левый фланг роты D. Там рота А заняла позицию вдоль дороги, слева была позиция роты С сапёрного батальона, за ротой С стояла разведрота 2-й дивизии. Гора, занятая ротой D, на деле представляла из себя западную вершину обширной горной гряды лежащей к юго-востоку от города. Дорога на Мирян выходящая на юг из Йонсана огибала западную высоту этой горы и затем поворачивала на восток вдоль южной части подошвы. Таким образом, позиция роты D господствовала не только над городом, но и над выездом из города — дорогой на Мирян.
В это время северокорейцы двигаясь с южного направления, приближались к Йонсану. Разведрота 2-й американской дивизии и танки 72-го танкового батальона вступили с ними в ожесточённый бой. В этом бою сержант первого класса Чарльз У. Тёрнер из разведроты совершил подвиг. Он поднялся на крышу танка, взял на себя управление башенным пулемётом и направлял танковый огонь, который по донесениям уничтожил семь северокорейских пулемётов. Тёрнер и его танк попали под плотный огонь противника, разбивший танковый перископ и антенну, было зафиксировано более 50 попаданий. Тёрнер, будучи раненым, оставался на крыше танка пока не был убит. Этой ночью северокорейцы перешли через небольшую возвышенность близ Йонсана и вошли в город с юга.
2 сентября в 09.35, в то время как северокорейцы пытались сокрушить сапёров на южной оконечности Йонсана и зачистить дорогу на Мирян, Уокер разговаривал по телефону с генерал-майором Дойлом О. Хики, заместителем начальника штаба американского дальневосточного командования в Токио. Он описал ситуацию сложившуюся вокруг периметра и заявил, что наиболее опасным является положение в секторе между 2-й и 25-й американскими пехотными дивизиями. Уокер обозначил местоположение своих резервных сил и свои планы по их использованию. Он сказал, что начал выдвижение 1-й временной бригады морской пехоты к Йонсану, но всё ещё не освободил морпехов в виду их занятости и хочет быть уверенным, что генерал Макартур одобрит их использование, поскольку знает, что эта мера приведёт к вмешательству в другие планы дальневосточного командования. Уокер сказал, что не видит, как без этого сможет восстановить линии 2-й дивизии. Хики ответил, что ещё вчера Макартур одобрил использование американских морских пехотинцев если Уокер сочтёт это необходимым. Через несколько часов после этой беседы Уокер в 13.15 придал 1-ю временную бригаду морской пехоты ко 2-й дивизии и отдал приказ об общем совместном наступлении с вовлечением всех сил дивизии и бригады с задачей разбить северокорейцев к востоку от реки Нактонган в секторе 2-й дивизии и восстановить линию [фронта] у реки. По завершении миссии морские пехотинцы должны были выйти из под командования 2-й дивизии.
Было принято решение, что морские пехотинцы атакуют 3 сентября в 08.00 вдоль дороги Йонсан — река Нактонган. 9-й пехотный полк, рота В 72-го танкового батальона и батарея D 82-го батальона ААА должны были пойти в наступление северо-восточнее морских пехотинцев и попытаться восстановить связь с 23-м американским пехотным полком, 2-м сапёрным батальоном, остатками 1-го батальона, 9-го полка. Отделения 72-го танкового батальона должны были атаковать на левом фланге или южнее морских пехотинцев и восстановить связь с 25-й дивизией. Командование восьмой армии отдало приказ штабам 24-й американской пехотной дивизии и 19-го американского пехотного полка выдвигаться в область Сусан-ни в 13 км к югу от Миряна и в 24 км восточнее слияния рек Нам и Нактонган. Оттуда они могли вступить в битву как в зоне 2-й, так и в зоне 25-й дивизии.
Американское контрнаступление 3-5 сентября к западу от Йонсана согласно показаниям пленных привело к одному из наиболее кровавых в ходе войны поражений северокорейской дивизии. Хотя уцелевшие бойцы 9-й северокорейской дивизии при поддержке ослабевших сил 4-й северокорейской дивизии всё ещё удерживали мост Обон-ни на холме Клеверного листа, наступавшие силы к 6 сентября отошли к реке Нактонган, наступательная мощь дивизии была израсходована к концу американского контрнаступления. 4-я и 9-я северокорейские дивизии оказались неспособны завершить наступление.

### Поражение 2-й северокорейской дивизии
В предрассветные часы 8 сентября командование 2-й северокорейской дивизии предприняло новое наступление против позиций 23-го пехотного полка в попытке пробиться в восточном направлении. Наступление началось в 02.30. При мощной поддержке артиллерии северокорейцам удалось прорваться через периметр роты F. Стало ясным, что если позиции роты F не удастся восстановить, весь фронт полка рухнет. После того как все офицеры роты выбыли из строя, командование над ротой принял адъютант 2-го батальона первый лейтенант Ральф Р. Робинсон. Северокорейцам удалось просочиться через позиции роты и проникнуть в её тыл. С наступлением темноты Робинсон с людьми проделал 460-м путь к позиции роты А пробившись через северокорейцев. Там он захватил резервный взвод роты и отвёл его обратно к роте F. Он выполнил опасную и сложную задачу по маневрированию ротой в дыре позиции роты F в темноте и под проливным дождём.
Наступление приостановилось с наступлением рассвета, но ночью оно возобновилось. Северокорейцы периодически обрушивались на оборонительные позиции американцев. Бои продолжались до рассвета 9 сентября. ВВС оказали мощную концентрированную поддержку с воздуха над периметром полка для поддержки наземных сил. Пострадавшие из пехотных рот поступали на перевязочные пункты почти непрерывно. Весь пригодный для боя состав штабной роты и специальных частей был разбит по взводам и отправлен в бой в наиболее критические пункты. В один из моментов полковой резерв сократился до шести человек. После завершения вражеского наступления после 12.00 боевой состав 23-го полка насчитывал всего 38 %.
Тяжёлый бой, продолжавшийся ночь и день стоил 2-й дивизии КНА большую часть её наступательной мощи. Офицер медслужбы 17-го полка 2-й дивизии захваченный спустя несколько дней показал, что ночью из дивизии было эвакуировано около 300 человек в госпиталь Пугон-ни, и что первые недели сентября 2-я дивизия потеряла 1.300 убитыми и 2.500 ранеными в боях к западу от Чханнёна. Хотя большая часть наступательной мощи дивизии была израсходована к 9 сентября, дивизия продолжала угрожать тыловым областям вокруг Чханнёна, куда просачивались группы численностью до роты. Патрулям приходилось ежедневно обеспечивать безопасность главной дороги снабжения и зачищать город.
Ещё несколько дней северокорейские и американские войска вели бои вдоль реки Нактонган. Наступательный потенциал северокорейцев был в значительной степени утрачен, американское командование решило в дальнейшем удерживать свои линии.

### Отступление северокорейцев
Высадка сил ООН в Инчхоне привела к коллапсу северокорейцев, силы ООН перерезали основные линии снабжения и пути подброски подкреплений противника. 19 сентября войска ООН обнаружили, что ночью северокорейцы покинули большую часть позиций Пусанского периметра. Части ООН начали наступать со своих оборонительных позиций и захватили северокорейские позиции. Большинство северокорейских частей приступили к сдерживающим действиям, пытаясь дать возможность как можно большей части армии выйти в Северную Корею. Отступление северокорейцев началось в ночь с 18 на 19 сентября из области Масана. После отступления сил у Масана оставшаяся часть северокорейских армий начала быстро отступать на север. Американские части, быстро двигаясь на север, преследовали их, оставляя позиции на реке Нактонган, которые утратили свою стратегическую значимость.

## Послесловие
2-я и 9-я северокорейские дивизии были почти полностью уничтожены в ходе битвы. К началу наступления 1 сентября 9-я дивизия насчитывала 9.350 человек, 2-я — 6.000. Только по нескольку сот человек из каждой дивизии вернулись в Северную Корею после битвы. Большинство северокорейских военных были убиты, попали в плен или дезертировали. Весь 2-й северокорейский корпус оказался в таком же состоянии, северокорейская армия, истощённая в боях за Пусанский периметр и отрезанная после Инчхонской операции, оказалась на грани разгрома.
К этому времени в ходе боёв за Пусанский периметр 2-я американская пехотная дивизия потеряла 1.120 убитыми, 2.563 ранеными, 67 пленными и 69 пропавшими без вести. В это число входят 180 человек, потерянных в ходе первой битвы у реки Нактонган за месяц до этого. Американские войска были отброшены, но им удалось предотвратить прорыв периметра. К 1-му сентября дивизия насчитывала 17.498 человек, но несмотря на потери находилась в отличной позиции для наступления. 1-я временная бригада морской пехоты потеряла 185 человек убитыми и 500 ранеными во время битвы за Пусанский периметр, большинство потерь пришлось на битву за Йонсан.
Из всех северокорейских атак Пусанского периметра вторая битва у реки Нактонган рассматривается историками как наиболее серьёзная. В этой битве северокорейцам удалось добиться самых значительных успехов, разрезав надвое 2-ю американскую пехотную дивизию и быстро захватив Йонсан, близкий к линиям снабжения американских сил, оттуда они могли угрожать тылам других дивизий. Однако и на этот раз после впечатляющего первоначального успеха вновь проявился фатальный изъян северокорейской армии, из-за чего была потеряна победа — линии связи и снабжения КНА не годились для развития прорыва и поддержки продолжающегося наступления, в то время как противник мог сосредотачивать массированные воздушные, бронетанковые и артиллерийские удары в критических точках. К 8-му сентября северокорейские атаки на пунктах области были отражены.